# Anthurium brent-berlinii
Anthurium brent-berlinii Croat, 2005 è una pianta della famiglia delle Aracee, endemica del Perù.